# Amalia Hernández
Amalia Hernández Navarro (née le 19 septembre 1917 à Mexico – morte le 4 novembre 2000 dans la même ville) est une danseuse et chorégraphe mexicaine. Elle est la fondatrice du Ballet Folklorico de Mexico (en). Elle est la sœur de l'architecte Agustín Hernández Navarro (en).

## Biographie
Hernández est la fille de Lamberto Hernández et d'Amalia Navarro. Pionnière du style Baile Folklorico (en), elle fonde le Ballet Folklorico de Mexico en 1952. Le groupe compte 8 danseurs au départ, puis passe à 60 en 1959. Il représente le Mexique aux Jeux panaméricains de Chicago la même année.